# Google Allo
Google Allo byla aplikace pro mobilní telefony určená ke komunikaci mezi uživateli v reálném čase (IM aplikace). Aplikaci vyvinula firma Google, začlenila do ní taktéž funkci Google Assistant a „chytrých“ odpovědí, tedy výběru odpovědi z nabídnutných možností namísto psaní. Vývoj Allo byl oznámen na Google I/O 18. května 2016 a spuštěna byla 21. září 2016. Tato aplikace byla dostupná pro Android a iOS.
Účet Allo byl identifikován telefonním číslem, nikoli účtem na sociální síti nebo emailem.
Google podporu aplikace Allo ukončil 12. března 2019.

## Podobné aplikace
Google nyní nabízí aplikaci pro videohovory Google Duo a aplikaci Google Hangouts nově určenou hlavně pro firemní využití. Aplikací pro SMS a IM zprávy v systému Android jsou Zprávy/Messages.

## Historie
Aplikace Google Allo byla poprvé představena na konferenci Google I/O 18. května 2016, zde bylo také jako datum vydání stanoveno léto 2016. Google aplikaci vydal 21. září 2016.